# 1945年
1945年（1945 ねん）は、西暦（グレゴリオ暦）による、月曜日から始まる平年。昭和20年。
この年に第二次世界大戦が終結したため、世界史の大きな転換点となった年である。
この項目では、国際的な視点に基づいた1945年について記載する。

## 他の紀年法
- 干支：乙酉（きのと とり）
- 中国
  - 中華民国：中華民国34年
  - 満洲国：康徳12年1月1日 - 8月18日
- 日本
  - 昭和20年
  - 皇紀2605年
- 阮朝（ベトナム）
  - 保大19年11月18日 - 保大20年7月23日
- 仏滅紀元：2487年 - 2488年
- イスラム暦：1364年1月16日 - 1365年1月26日
- ユダヤ暦：5705年4月16日 - 5706年4月27日
- 修正ユリウス日：31456 - 31820
- リリウス日：132297 - 132661

※満洲国は、この年の8月18日に皇帝溥儀が退位し消滅。

※阮朝は、保大帝の退位により滅亡。

## カレンダー
| 1月 |    |    |    |    |    |    |
| 日  | 月 | 火 | 水 | 木 | 金 | 土 |
|     | 1  | 2  | 3  | 4  | 5  | 6  |
| 7   | 8  | 9  | 10 | 11 | 12 | 13 |
| 14  | 15 | 16 | 17 | 18 | 19 | 20 |
| 21  | 22 | 23 | 24 | 25 | 26 | 27 |
| 28  | 29 | 30 | 31 |    |    |    |
|     |    |    |    |    |    |    |

| 2月 |    |    |    |    |    |    |
| 日  | 月 | 火 | 水 | 木 | 金 | 土 |
|     |    |    |    | 1  | 2  | 3  |
| 4   | 5  | 6  | 7  | 8  | 9  | 10 |
| 11  | 12 | 13 | 14 | 15 | 16 | 17 |
| 18  | 19 | 20 | 21 | 22 | 23 | 24 |
| 25  | 26 | 27 | 28 |    |    |    |
|     |    |    |    |    |    |    |

| 3月 |    |    |    |    |    |    |
| 日  | 月 | 火 | 水 | 木 | 金 | 土 |
|     |    |    |    | 1  | 2  | 3  |
| 4   | 5  | 6  | 7  | 8  | 9  | 10 |
| 11  | 12 | 13 | 14 | 15 | 16 | 17 |
| 18  | 19 | 20 | 21 | 22 | 23 | 24 |
| 25  | 26 | 27 | 28 | 29 | 30 | 31 |
|     |    |    |    |    |    |    |

| 4月 |    |    |    |    |    |    |
| 日  | 月 | 火 | 水 | 木 | 金 | 土 |
| 1   | 2  | 3  | 4  | 5  | 6  | 7  |
| 8   | 9  | 10 | 11 | 12 | 13 | 14 |
| 15  | 16 | 17 | 18 | 19 | 20 | 21 |
| 22  | 23 | 24 | 25 | 26 | 27 | 28 |
| 29  | 30 |    |    |    |    |    |
|     |    |    |    |    |    |    |

| 5月 |    |    |    |    |    |    |
| 日  | 月 | 火 | 水 | 木 | 金 | 土 |
|     |    | 1  | 2  | 3  | 4  | 5  |
| 6   | 7  | 8  | 9  | 10 | 11 | 12 |
| 13  | 14 | 15 | 16 | 17 | 18 | 19 |
| 20  | 21 | 22 | 23 | 24 | 25 | 26 |
| 27  | 28 | 29 | 30 | 31 |    |    |
|     |    |    |    |    |    |    |

| 6月 |    |    |    |    |    |    |
| 日  | 月 | 火 | 水 | 木 | 金 | 土 |
|     |    |    |    |    | 1  | 2  |
| 3   | 4  | 5  | 6  | 7  | 8  | 9  |
| 10  | 11 | 12 | 13 | 14 | 15 | 16 |
| 17  | 18 | 19 | 20 | 21 | 22 | 23 |
| 24  | 25 | 26 | 27 | 28 | 29 | 30 |
|     |    |    |    |    |    |    |

| 7月 |    |    |    |    |    |    |
| 日  | 月 | 火 | 水 | 木 | 金 | 土 |
| 1   | 2  | 3  | 4  | 5  | 6  | 7  |
| 8   | 9  | 10 | 11 | 12 | 13 | 14 |
| 15  | 16 | 17 | 18 | 19 | 20 | 21 |
| 22  | 23 | 24 | 25 | 26 | 27 | 28 |
| 29  | 30 | 31 |    |    |    |    |
|     |    |    |    |    |    |    |

| 8月 |    |    |    |    |    |    |
| 日  | 月 | 火 | 水 | 木 | 金 | 土 |
|     |    |    | 1  | 2  | 3  | 4  |
| 5   | 6  | 7  | 8  | 9  | 10 | 11 |
| 12  | 13 | 14 | 15 | 16 | 17 | 18 |
| 19  | 20 | 21 | 22 | 23 | 24 | 25 |
| 26  | 27 | 28 | 29 | 30 | 31 |    |
|     |    |    |    |    |    |    |

| 9月 |    |    |    |    |    |    |
| 日  | 月 | 火 | 水 | 木 | 金 | 土 |
|     |    |    |    |    |    | 1  |
| 2   | 3  | 4  | 5  | 6  | 7  | 8  |
| 9   | 10 | 11 | 12 | 13 | 14 | 15 |
| 16  | 17 | 18 | 19 | 20 | 21 | 22 |
| 23  | 24 | 25 | 26 | 27 | 28 | 29 |
| 30  |    |    |    |    |    |    |
|     |    |    |    |    |    |    |

| 10月 |    |    |    |    |    |    |
| 日   | 月 | 火 | 水 | 木 | 金 | 土 |
|      | 1  | 2  | 3  | 4  | 5  | 6  |
| 7    | 8  | 9  | 10 | 11 | 12 | 13 |
| 14   | 15 | 16 | 17 | 18 | 19 | 20 |
| 21   | 22 | 23 | 24 | 25 | 26 | 27 |
| 28   | 29 | 30 | 31 |    |    |    |
|      |    |    |    |    |    |    |

| 11月 |    |    |    |    |    |    |
| 日   | 月 | 火 | 水 | 木 | 金 | 土 |
|      |    |    |    | 1  | 2  | 3  |
| 4    | 5  | 6  | 7  | 8  | 9  | 10 |
| 11   | 12 | 13 | 14 | 15 | 16 | 17 |
| 18   | 19 | 20 | 21 | 22 | 23 | 24 |
| 25   | 26 | 27 | 28 | 29 | 30 |    |
|      |    |    |    |    |    |    |

| 12月 |    |    |    |    |    |    |
| 日   | 月 | 火 | 水 | 木 | 金 | 土 |
|      |    |    |    |    |    | 1  |
| 2    | 3  | 4  | 5  | 6  | 7  | 8  |
| 9    | 10 | 11 | 12 | 13 | 14 | 15 |
| 16   | 17 | 18 | 19 | 20 | 21 | 22 |
| 23   | 24 | 25 | 26 | 27 | 28 | 29 |
| 30   | 31 |    |    |    |    |    |
|      |    |    |    |    |    |    |

## できごと

### 1月
- 1月1日 - 米ニューズウィーク誌が風船爆弾のモンタナ州落下を報道[要出典]。
- 1月2日 - 連合国軍がニュルンベルクを空爆。
  - トルコ議会が対日断交を決議。
- 1月6日
  - リンガエン湾に侵入した米艦隊が艦砲射撃を開始。
- 1月9日
  - アメリカ軍がフィリピンのルソン島に上陸。
- 1月12日
  - ソ連軍がヴィスワ＝オーデル攻勢を開始。
- 1月16日
  - ドイツ国防軍がワルシャワより撤退。
  - 第4航空軍富永恭次司令官が独断で司令部をフィリピンから台湾に移す。
  - アドルフ・ヒトラーが総統地下壕での退避生活を開始。
- 1月17日 - ソ連軍がワルシャワを占領。
- 1月19日 - ソ連軍がオーデル川に到達。
- 1月22日 - アメリカでフランクリン・ルーズベルトが大統領4期目を開始。
- 1月23日 - ハンガリー臨時国民政府が連合国と休戦。ドイツ軍がアルデンヌ攻勢の中止を決定（バルジの戦い）
- 1月24日
  - ドイツでA4bロケットの試射が行われる。
  - ルソン島に上陸した米軍がマニラへの南進を開始。
- 1月27日
  - ソ連軍がアウシュヴィッツ強制収容所を解放。
  - バルジの戦い終結。
- 1月29日 - 米艦載機130機がスマトラ島を空襲。

### 2月
- 2月4日 - ヤルタ会談開催。アメリカ大統領ルーズベルト、イギリス首相チャーチル、ソ連指導者スターリンが対日本戦について協議する。（2月11日まで）
- 2月9日 - エクアドルが枢軸国への宣戦布告を表明。
- 2月12日 - ペルーが枢軸国への宣戦布告を表明。
- 2月13日
  - ソ連軍、ハンガリーのブダペスト占領（ブダペスト包囲戦終結）。
  - 連合国軍、ドレスデン爆撃。
  - パラグアイが枢軸国への宣戦布告を表明。
- 2月14日 - ベネズエラが枢軸国への宣戦布告を表明。
- 2月16日 - 硫黄島の戦い開始。
- 2月22日 - ウルグアイが枢軸国への宣戦布告を表明。
- 2月23日
  - アメリカ軍、フィリピンのマニラを占領。
  - トルコが枢軸国への宣戦布告ならびに国交断絶を正式に表明。
- 2月26日 - エジプト・シリアが枢軸国への宣戦布告を表明。
- 2月27日 - レバノンが枢軸国への宣戦布告を表明。
- 2月28日 - イランが枢軸国への宣戦布告を表明。

### 3月
- 3月1日 - サウジアラビアが枢軸国への宣戦布告を表明。
- 3月3日 - ソ連と休戦後中立であったフィンランドが枢軸国への宣戦布告を表明。
- 3月6日〜3月15日 - ドイツ軍がハンガリー西部で攻勢をかける（春の目覚め作戦）が失敗し、ソ連軍の勝利におわる。
- 3月10日 - アメリカ軍が東京を空襲。死者は約10万人（東京大空襲）。
- 3月11日 - 日本軍がベトナムのフランス植民地政府を打倒し、阮朝が日本軍の庇護のもとにベトナム独立を宣言し、ベトナム帝国が成立。
- 3月18日 - アメリカ軍がベルリンを空襲。
- 3月26日
  - 硫黄島で最後までアメリカ軍に抗戦していた栗林中将配下の部隊が全滅（硫黄島の組織戦終結）。
  - アメリカ軍が沖縄県慶良間諸島の座間味島に上陸（沖縄戦の開始）。
- 3月27日
  - 最後のV2ロケットがロンドンを空襲。
  - アルゼンチンが枢軸国への宣戦布告を表明。
- 3月29日 - V1飛行爆弾による最後のロンドン空襲。
- 3月30日 - ソ連軍がドイツ領オーストリアへの侵攻を開始する。

### 4月
- 4月1日 - 米軍が沖縄本島に上陸。米国による協定違反の阿波丸事件勃発。
- 4月5日 - ソ連が日ソ中立条約の不延長を通告。
- 4月7日
  - 坊ノ岬沖海戦にて大和 (戦艦)ほか軍艦5隻撃沈。
  - 鈴木貫太郎内閣成立。
- 4月11日
  - 米軍がブーヘンヴァルト強制収容所を解放。
  - スペイン・チリが日本への宣戦布告ならびに国交断絶を表明。
- 4月12日
  - フランクリン・ルーズベルト米大統領急逝、ハリー・S・トルーマン副大統領が第33代大統領に昇格。
  - スペインが日本と国交断絶。
- 4月13日 - ソ連軍がウィーンを占領。
- 4月15日 - 英軍がベルゲン・ベルゼン強制収容所を解放。
- 4月16日
  - トルーマン米大統領が「日独の無条件降伏まで戦う」と声明。
  - ゼーロウ高地の戦いが開始され、ドイツ首都ベルリンが戦場となる（ベルリンの戦い）。
- 4月20日 - ソ連軍がベルリン東北郊外に迫り、市街に砲撃を開始。
- 4月22日 - ソ連戦車隊がベルリン市街に突入（ベルリン市街戦）。
- 4月25日
  - ドイツのエルベ川でソ連軍と米軍が合流（エルベの誓い）。
  - サンフランシスコ会議開催（6月26日まで）、国際連合創設について議論。
  - イタリア社会共和国政府崩壊、ベニート・ムッソリーニ首相らは逃亡する。
- 4月27日 - ムッソリーニらが愛人クラーラ・ペタッチとともに逮捕される。
- 4月28日 - ムッソリーニら銃殺される。
- 4月29日
  - 米軍がダッハウ強制収容所を解放。
  - RAFが窮乏中のオランダに食料を投下（マナ作戦（英語版））。
- 4月30日 - 独総統アドルフ・ヒトラーと妻エヴァ・ブラウンが自殺[1]、遺言によりカール・デーニッツが大統領に、ヨーゼフ・ゲッベルスが首相に就任。

### 5月
- 5月1日
  - ドイツでゲッベルス首相夫妻が子どもたち6人を殺害後に自殺。
  - ユーゴスラビア軍がトリエステに入る。
  - イギリス軍がラングーン（現在のヤンゴン）を占領。
- 5月2日 - ベルリン陥落。ソ連軍がドイツ国会議事堂に赤旗を掲げる（ライヒスタークの赤旗）。
- 5月5日
  - チェコスロバキアのプラハで対ナチ蜂起（プラハ蜂起（英語版））。
  - デンマーク、ドイツ支配から独立。
  - ドイツのデーニッツ大統領がUボートに戦闘停止を命令。
- 5月7日 - ドイツ国防軍最高司令部作戦部長、アルフレート・ヨードルがフランスのランスで降伏文書（英語版）に調印。
- 5月8日～5月9日 - ベルリンにおいて、ヴィルヘルム・カイテルドイツ国防軍最高司令部総長が参加し、降伏文書の批准式が行われる[注釈 1]。
- 5月9日
  - ドイツ国防軍中央軍集団司令官フェルディナント・シェルナー元帥が部隊を見捨ててシュトルヒ機でオーストリアへ逃亡する。
  - ソ連軍第1、第2、第4ウクライナ戦線がプラハに入る（プラハの戦い）。
  - 駐日ドイツ大使館で、ヒトラーの告別式が行われる。
- 5月15日 - スロベニアでの戦闘が停止する（第二次世界大戦におけるヨーロッパ戦線が終結）。
- 5月17日 - オーストリアでシェルナー元帥がアメリカ軍へ投降する（翌日アウクスブルクの捕虜収容所に送られる）出典。
- 5月23日
  - ドイツでデーニッツ大統領らが戦犯として逮捕され、フレンスブルク政府が解体される。
  - 前親衛隊全国指導者ハインリヒ・ヒムラーが自殺。
  - デンマークが日本への宣戦布告を表明。[要出典]

### 6月
- 6月5日 - ドイツに中央政府が存在せず、統治権が連合国4カ国（米英仏ソ）に掌握された事が宣言される（ベルリン宣言）。
- 6月6日
  - ノルウェー国王ホーコン7世がノルウェーに帰国。
  - ブラジルが日本への宣戦布告を表明。
  - アメラシア事件
- 6月11日 - カナダでマッケンジー・キングが首相に再選。
- 6月21日 - アメリカ軍が沖縄を占領。
- 6月26日
  - サンフランシスコ会議で国際連合憲章が調印される。
  - ギリシャが日本への宣戦布告を表明。[要出典]
- 6月29日 - チェコスロバキアはカルパティア・ルテニアをソ連に割譲する。

### 7月
- 7月5日 - 南西太平洋方面（英語版）最高司令官ダグラス・マッカーサー元帥がマニラでフィリピンの戦闘終結を宣言する。
- 7月6日 - ノルウェーが日本への宣戦布告を表明。
- 7月8日 - アメリカ国内でドイツ人捕虜の殺害事件（真夜中の虐殺）が起こる。
- 7月16日 - アメリカ、ニューメキシコ州アラモゴードの実験場で史上初の原子爆弾の爆発実験（トリニティ実験）に成功。
- 7月17日 - ポツダム会談開始。アメリカ大統領トルーマン、イギリス首相ウィンストン・チャーチル、ソ連首相ヨシフ・スターリンらが参加。
- 7月21日 - アメリカ大統領トルーマンが原子爆弾使用を承認する。
- 7月23日 - フランス・ヴィシー政権の元首だったフィリップ・ペタンが反逆罪で告発される。
- 7月26日
  - ポツダム宣言発表。連合国は日本に降伏を要求する。
  - イギリスで第二次大戦後初となる総選挙が実施され、労働党が第一党となる。チャーチルは下野し、クレメント・アトリーが首相の座に就く。
- 7月28日
  - 1945年エンパイア・ステート・ビルディングB-25爆撃機衝突事故発生、死者14名。
  - 日本はポツダム宣言を黙殺する声明を出す。

### 8月
- 8月2日 - ポツダム会談終了。
- 8月3日 - 日本陸軍の病院船「橘丸」が米軍により拿捕、同船が国際法に違反する形で兵員・兵器を輸送していたことが発覚し陸軍史上最大の千五百名の捕虜を出す（橘丸事件）。
- 8月6日午前8時15分 - 米軍が広島市への原子爆弾投下。
- 8月8日深夜 - ソ連が日ソ中立条約を破棄、日本に宣戦布告。
- 8月9日
  - 未明にソ連軍が満洲へ侵攻して対日参戦開始。現地の日本人は捕虜としてシベリアに送られた（シベリア抑留）。
  - 午前11時02分、米軍が長崎市への原子爆弾投下。
- 8月10日 - モンゴル人民共和国が日本への宣戦布告を表明。
- 8月11日 ソ連軍が日ソ国境を越えて南樺太へ侵攻（樺太の戦い (1945年)）。
- 8月12日 - 満洲国鶏寧県麻生区（現中華人民共和国黒龍江省鶏西市麻山区）において、日本の哈達河開拓団が避難中にソ連軍と満洲国軍反乱兵によって攻撃されて集団自決した（麻山事件）。
- 8月14日
  - 葛根廟事件。
  - ダグラス・マッカーサー米太平洋陸軍司令官が連合国軍最高司令官（Supreme Commander for the Allied Powers、SCAP）に就任。
  - 中ソ友好同盟条約締結。
  - 日本政府はポツダム宣言の受諾を駐スイスおよびスウェーデンの日本公使館経由で連合国側に通告
- 8月15日 - 日本がポツダム宣言の受諾を表明（終戦の日）。そして日本国民にはラジオ放送で玉音放送が発表された。
- 8月16日
  - ヨシフ・スターリンがソ連軍の北海道占領を米トルーマン大統領に要求。トルーマンは18日に拒否回答。
  - ベトミン、総蜂起を発動。
  - タイが対米英宣戦布告の無効を宣言。
- 8月17日
  - インドネシアのスカルノとハッタ、インドネシア共和国のオランダからの独立を宣言（インドネシア独立宣言）。
  - ベトナム八月革命
- 8月18日
  - 満洲国皇帝愛新覚羅溥儀退位。
  - ソ連軍が千島列島で攻撃開始。
- 8月19日
  - ベトナムで親日政権に対しベトミンが蜂起。
- 8月23日 - ソビエト連邦の指導者スターリンが日本軍捕虜のソ連国内への移送を指令。
- 8月24日 - 島根県松江市にて松江騒擾事件発生。島根県庁舎および県会議事堂が全焼、死者1名。
- 8月27日 - 敦化事件。占領軍のソ連兵に連日暴行強姦されていた日本人婦女子が集団自決し23人が死亡した。
- 8月28日
  - 連合国軍先遣部隊が沖縄本島より厚木飛行場に到着（26日の計画であったが暴風雨のため2日遅れ）。
  - 蔣介石・毛沢東による国共首脳会談開催（重慶交渉（英語版））。
- 8月30日
  - マッカーサー連合国軍最高司令官（SCAP）が沖縄本島より厚木飛行場に到着し、米太平洋軍総指令部 (USAPA) を横浜税関に設置。
  - ソ連が北海道占領への樺太での軍事行動を停止。
- 8月31日 - 米軍主力が横浜・館山に上陸。

### 9月
- 9月2日
  - 戦艦ミズーリ上で日本が降伏文書に調印（日本の降伏・対日戦勝記念日）。
  - ホー・チ・ミンを主席とするベトナム民主共和国が成立。阮朝崩壊し、フランスが植民地支配回復に乗り出し、ベトナム南部で抗仏戦争勃発（第一次インドシナ戦争）。
  - ダグラス・マッカーサー元帥が北緯38度線を境とした米ソによる南北朝鮮の分割統治を発表。
- 9月3日
  - ソ連軍が日本の北方領土を占領。
  - 英人記者バーチェットが広島の惨状を取材し「No More Hiroshima」と打電。
- 9月5日 - マレー・シンガポールにイギリス軍上陸。
- 9月6日 - 朝鮮人民共和国が建国宣言（11日に瓦解）。
- 9月8日 - ソ連軍が朝鮮北部を、米軍が南部を占領し朝鮮半島分断が開始。
- 9月9日 - 南京において中国大陸の日本軍が降伏文書に調印。
- 9月10日 - 『インドネシアの声』放送開始。
- 9月12日 - SCAPのマッカーサー元帥が記者会見で「日本は四等国に転落」と発言。
- 9月17日 - 瑞穂村開拓団集団自決。
- 9月27日 - 昭和天皇がマッカーサー元帥を訪問
- 9月28日 - フランス軍、サイゴン占領

### 10月
- 10月1日 - 米国で戦略情報局が解散。（のち中央情報局に発展）
- 10月2日 - 連合国軍最高司令官総司令部 (GHQ/SCAP) 設置。
- 10月3日 - 世界労働組合連盟発足。
- 10月8日
  - インドネシア共和国軍とイギリス・オランダ軍が戦闘状態へ突入、内戦状態へ。
  - 米国で電子レンジの特許が出願される。
- 10月10日 - 中国国民党および中国共産党の間で内戦回避を目的とした双十協定締結。
- 10月14日 - 平壌でソ連解放軍歓迎平壌市民大会が開かれ、金日成が初の公開演説。
- 10月24日 - 国際連合憲章の発効に伴い、国際連合発足。
- 10月25日 - 台湾光復式典。台湾の領有権が、大日本帝国から中華民国に転換。

### 11月
- 11月10日 - インドネシア独立戦争、スラバヤの戦い（英語版）。(Hari Pahlawan)
- 11月13日 - シャルル・ド・ゴールがフランス臨時政府の首班になる。
- 11月16日 - 国際連合教育科学文化機関(UNESCO)憲章採択。(発足1946年)
- 11月20日 - ドイツで戦犯を裁くニュルンベルク裁判開廷。
- 11月23日 - 米国で食料配給制を終了。
- 11月29日
  - ユーゴスラビア社会主義連邦共和国が成立。チトーが大統領になる。
  - 世界初のコンピュータが作られる[要出典]。

### 12月
- 12月7日 - マニラでの連合国軍軍事裁判で山下奉文陸軍大将に死刑宣告[2]。
- 12月19日 - フランスがベトナム北部にも攻撃を拡大したため、ホー・チ・ミンが全国抗戦を提唱し、第一次インドシナ戦争本格化。
- 12月27日 - モスクワ三国外相会議で極東委員会（英: Far Eastern Commission、略称：FEC）および対日理事会（英: Allied Council for Japan、略称：ACJ）設立が決定。世界銀行発足。

### 日付を特定しないもの
- 4月-8月 - アメリカ軍による空爆が激化。軍事施設のみならず都市への無差別爆撃が行われる（具体的な日付や被害等の詳細は 日本本土空襲、1945年の日本 の項を参照）。

## 周年
以下に、過去の主な出来事からの区切りの良い年数（周年）を記す。
- 4月14日 - リンカーン大統領暗殺事件から80年。
- 9月5日 - 日露戦争による日露講和条約（ポーツマス条約）締結40周年。

## 芸術・文化

### 映画
- 哀愁の湖
- 逢びき （監督：デヴィッド・リーン）
- 天井桟敷の人々 （監督：マルセル・カルネ）
- 無防備都市 （監督：ロベルト・ロッセリーニ）

### 音楽
- 1月13日 - プロコフィエフの交響曲第5番初演。

## 誕生

### 1月
- 1月1日 - ジャッキー・イクス、元レーシングドライバー
- 1月1日 - リュトガー・ザフランスキー、著述家
- 1月2日 - 沢井桂子、女優
- 1月7日 - 長石多可男、演出家（+ 2013年）
- 1月10日 - ロッド・スチュワート、ミュージシャン
- 1月18日 - おすぎ、日本のタレント、映画評論家
- 1月18日 - ピーコ、日本のタレント、映画評論家（+ 2024年）
- 1月25日 - 山口豪久（山口暁）、俳優（+ 1986年）
- 1月26日 - 鈴木武幸、テレビプロデューサー
- 1月26日 - ジャクリーヌ・デュ・プレ、チェリスト（+ 1987年）
- 1月31日 - ジョセフ・コスース、美術家

### 2月
- 2月2日 - ペーター・レーゼル、ピアニスト
- 2月6日 - ボブ・マーリィ、レゲエミュージシャン（+ 1981年）
- 2月8日 - ギ・オーフレイ、柔道家 （+ 2021年）
- 2月9日 - ミア・ファロー、女優
- 2月13日 - キング・フロイド、アメリカ合衆国のソウル歌手 （+ 2006年）
- 2月15日 - ダグラス・ホフスタッター、認知科学者・計算機科学者
- 2月16日- ジェレミー・ブロック、俳優（+ 2020年）
- 2月16日- 逸見政孝、アナウンサー(+1993年)
- 2月20日 - ドナルド・マクファーソン、フィギュアスケート選手（+2001年）

### 3月
- 3月2日 - 森下哲夫、俳優、声優（+ 2019年）
- 3月5日 - 大杉勝男、プロ野球選手（+1992年）
- 3月8日 - アンゼルム・キーファー、画家
- 3月13日 - アナトリー・フォメンコ、数学者
- 3月28日 - ロドリゴ・ドゥテルテ、フィリピン共和国第16代大統領
- 3月30日 - エリック・クラプトン、ロック・ミュージシャン

### 4月
- 4月2日 - レジー・スミス、元プロ野球選手
- 4月2日 - ドン・サットン、元メジャーリーガー （+2021年）
- 4月2日 - マイク・ケキッチ、元プロ野球選手
- 4月4日 - 髙山由紀子、脚本家
- 4月5日 - スティーヴ・カーヴァー、映画監督（+ 2021年）
- 4月6日 - 坂井寿美江、女優、声優（+ 2024年）
- 4月6日 - 野島昭生、声優
- 4月7日 - ジョエル・ロブション、シェフ（+ 2018年[3]）
- 4月8日 - 片岡義朗、アニメーションプロデューサー
- 4月11日 - ジョン・クレブス、生物学者
- 4月12日 - マイケル・ゴットリーブ、映画監督
- 4月14日 - リッチー・ブラックモア、ロック・ミュージシャン
- 4月23日 - 羽鳥靖子、声優

### 5月
- 5月3日 - デイビー・ロープス、メジャーリーガー
- 5月5日 - ジミー・ロザリオ、元プロ野球選手
- 5月9日 - ユップ・ハインケス、元サッカー選手、サッカー指導者
- 5月12日 - 堀口力、樹木医
- 5月22日 - ピエロ・ラルディ・フェラーリ、実業家
- 5月28日 - ジョン・フォガティ、ロック・ミュージシャン
- 5月28日 - 高橋誠一、メディカル・ケア・サービス創業者
- 5月29日 - ゲイリー・ブルッカー、ロック歌手、ピアニスト（+2022年）

### 6月
- 6月2日 - リチャード・ロング、美術家
- 6月17日 - エディ・メルクス、ベルギーの元プロロード選手
- 6月19日 - アウンサンスーチー、ミャンマーの民主化指導者、政治家

### 7月
- 7月9日 - ディーン・R・クーンツ、小説家
- 7月10日- ハル・マクレー、メジャーリーガー
- 7月27日- エドムンド・クラーク、計算機科学者（+ 2020年）

### 8月
- 8月6日 - アンディ・メサースミス、元メジャーリーガー
- 8月9日 - ケン・ノートン、元プロボクサー
- 8月9日 - アレクサンドル・ゴレリク、フィギュアスケート選手（+ 2012年）
- 8月14日 - ヴィム・ヴェンダース、ドイツ出身の映画監督
- 8月19日 - イアン・ギラン、ミュージシャン
- 8月22日 - タモリ、司会者
- 8月24日 - ビンス・マクマホン、プロレス団体WWEの代表取締役会長兼最高経営責任者
- 8月31日 - イツァーク・パールマン、ヴァイオリニスト・指揮者

### 9月
- 9月10日 - ホセ・フェリシアーノ、歌手、ギタリスト
- 9月11日 - フランツ・ベッケンバウアー、元サッカー選手、サッカー指導者
- 9月15日 - ジェシー・ノーマン、ソプラノ歌手（+ 2019年）
- 9月21日 - ユッシ・アールト、写真家
- 9月26日 - ブライアン・フェリー、ミュージシャン
- 9月27日 - ミッシャ・ディヒター、ピアニスト

### 10月
- 10月1日 - ロッド・カルー、元メジャーリーガー
- 10月2日 - マーティン・ヘルマン、暗号理論研究者
- 10月3日 - ジャン＝ジャック・カントロフ、ヴァイオリニスト・指揮者
- 10月8日 - 松原雅子、声優
- 10月9日 - 水前寺清子、歌手
- 10月15日 - ジョン・マレル、劇作家
- 10月15日 - ジム・パーマー、メジャーリーガー
- 10月17日 - 林一夫、声優
- 10月17日 - ボブ・クリスチャン、プロ野球選手（+ 1974年）
- 10月18日 - 若本規夫、声優
- 10月22日 - レスリー・ウェスト、ギタリスト、歌手（+ 2020年）
- 10月25日 - キートン山田、声優
- 10月27日 - マイク・ラム、元プロ野球選手

### 11月
- 11月3日 - ゲルト・ミュラー、元サッカー選手（+ 2021年）
- 11月12日 - ニール・ヤング、ミュージシャン
- 11月14日 - サトル・サトウ、画家・造形作家
- 11月19日 - ボビー・トーラン、メジャーリーガー
- 11月20日 - リック・マンデイ、メジャーリーガー
- 11月23日 - エリザーベト・レオンスカヤ、ピアニスト
- 11月25日 - 佐治信忠、実業家
- 11月27日 - ランディ・ブレッカー、ミュージシャン
- 11月30日 - ロジャー・グローヴァー、ミュージシャン
- 11月30日 - ラドゥ・ルプ、ピアニスト（+ 2022年）

### 12月
- 12月1日 - ベット・ミドラー、歌手、女優
- 12月4日 - ロベルタ・ボンダー、神経学者・宇宙飛行士
- 12月23日 - つかせのりこ、声優、歌手（+1989年）
- 12月24日 - レミー・キルミスター、ミュージシャン（モーターヘッド）（+ 2015年）
- 12月25日 - ハムダン・ビン＝ラーシド・アール＝マクトゥーム、ドバイ首長国の副首長、オーナーブリーダー（+ 2021年）
- 12月25日 - ケン・ステイブラー、元アメリカンフットボール選手（+ 2015年）
- 12月26日 - デイヴィッド・R・ホルジンガー、作曲家
- 12月31日 - レオナルド・エーデルマン、計算機科学研究者

## 死去

### 1月
- 1月3日 - エドガー・ケイシー、予言者（* 1877年）
- 1月3日 - ジョージ・ストーン、メジャーリーガー（* 1877年）
- 1月6日 - ウラジミール・ベルナドスキー、鉱物学者・地球化学者（* 1863年）
- 1月13日 - ブランコ・ド・ヴーケリッチ、ジャーナリスト、ゾルゲ諜報団のメンバー（* 1904年）
- 1月21日 - ラス・ビハリ・ボース、インド独立の志士、新宿中村屋にカレーを直伝（* 1886年）
- 1月23日 - ヘルムート・イェームス・フォン・モルトケ、反ナチス・ドイツ運動家（* 1907年）
- 日付不詳 - ギデオン・クライン、作曲家、ホロコースト犠牲者 (*1919年)

### 2月
- 2月1日 - ヨハン・ホイジンガ、歴史家（* 1872年）
- 2月2日 - カール・ゲルドレール、ライプツィヒ市長（* 1884年）
- 2月2日 - アルフレート・デルプ、イエズス会の神父（* 1907年）
- 2月6日 - ロベール・ブラジヤック、著作家・ジャーナリスト（* 1909年）
- 2月23日 - アレクセイ・ニコラエヴィッチ・トルストイ、小説家（* 1883年）

### 3月
- 3月2日 - エミリー・カー、芸術家・作家（* 1871年）
- 3月7日 - アルブレヒト・ペンク、地理学者・地質学者（* 1858年）
- 3月12日 - アンネ・フランク、オランダ・アムステルダム在住のユダヤ人少女、アンネの日記作者、ホロコースト犠牲者（* 1929年）
- 3月15日 - ピエール・ドリュ＝ラ＝ロシェル、小説家（* 1893年）
- 3月16日 - モーリス・アルブヴァクス、社会学者（* 1877年）
- 3月26日 - デビッド・ロイド＝ジョージ、イギリス首相（* 1863年）
- 3月31日 - ハンス・フィッシャー、化学者（* 1881年）

### 4月
- 4月9日 - ディートリヒ・ボンヘッファー、ルター派の牧師・神学者（* 1906年）
- 4月11日 - フレデリック・ルガード、英軍人・探検家・香港総督・ナイジェリア総督（* 1858年）
- 4月12日 - フランクリン・ルーズベルト、第32代アメリカ合衆国大統領（* 1882年）
- 4月12日 - ヴィレーム・マテジウス、言語学者・文学史家（* 1883年）
- 4月18日 - アーニー・パイル、アメリカ軍の従軍記者（* 1900年）
- 4月18日 - ジョン・フレミング、フレミングの法則発見者として有名な物理学者（* 1849年）
- 4月22日 - ケーテ・コルヴィッツ、版画家・彫刻家（* 1867年）
- 4月28日 - ベニート・ムッソリーニ、イタリアの政治家、元首相（* 1883年）
- 4月30日 - アドルフ・ヒトラー[4]、ナチス・ドイツ総統（* 1889年）
- 4月30日 - エヴァ・ブラウン、ヒトラーの愛人として知られる女性（* 1912年）

### 5月
- 5月1日 - ヨーゼフ・ゲッベルス、ナチス・ドイツ宣伝相（* 1897年）
- 5月1日 - マルティン・ボルマン、ナチス・ドイツ官房長官（* 1900年）
- 5月5日 - ルネ・ラリック、フランスのガラス工芸家・宝飾デザイナー（* 1860年）
- 5月12日 - カール・フォン・ピュックラー＝ブルクハウス、ナチス・ドイツ親衛隊将軍（1886年）
- 5月15日 - ケネス・アルフォード、作曲家（* 1881年）
- 5月23日 - ハインリヒ・ヒムラー、ナチス・ドイツ親衛隊の長官（* 1900年）
- 5月31日 - レオニード・パステルナーク、画家（* 1862年）

### 7月
- 7月13日 - アラ・ナジモヴァ、女優・脚本家（* 1879年）
- 7月20日 - ポール・ヴァレリー、詩人・評論家（* 1871年）

### 8月
- 8月2日 - エミール・フォン・レズニチェク、作曲家（* 1860年）
- 8月2日 - ピエトロ・マスカーニ、作曲家（* 1863年）
- 8月9日 - ハリー・ヒルマン、陸上競技選手（* 1881年）
- 8月18日 - スバス・チャンドラ・ボース、インド独立運動の指導者（* 1897年）
- 8月23日 - ステファニー、オーストリア皇太子妃（* 1864年）
- 8月26日 - フランツ・ヴェルフェル、小説家（* 1890年）

### 9月
- 9月15日 - アントン・ヴェーベルン、新ウィーン楽派の作曲家（* 1883年）
- 9月26日 - バルトーク・ベーラ、クラシック音楽の作曲家（* 1881年）
- 9月26日 - リヒャルト・ベーア＝ホフマン、小説家・詩人・劇作家（* 1866年）

### 10月
- 10月4日 - ヴィドクン・クヴィスリング、ドイツ占領下のノルウェーの指導者（* 1887年）
- 10月26日 - ポール・ペリオ、探検家・東洋学者（* 1878年）

### 11月
- 11月28日 - ドワイト・フィリー・デイヴィス、第49代アメリカ合衆国陸軍長官（* 1879年）

### 12月
- 12月4日 - トーマス・ハント・モーガン、生物学者（* 1866年）
- 12月8日 - アレクサンドル・ジロティ、音楽家（* 1863年）
- 12月21日 - ジョージ・パットン、アメリカ陸軍の軍人（* 1885年）
- 12月24日 - テオドール・エードラー・フォン・レルヒ、日本にスキーを伝えたオーストリアの軍人（* 1869年）
- 12月25日 - 王克敏、政治家（* 1873年）
- 12月28日 - セオドア・ドライサー、小説家（* 1871年）

## ノーベル賞
- 物理学賞 - ヴォルフガング・パウリ（オーストリア）
- 化学賞 - アルトゥーリ・ヴィルタネン（フィンランド）
- 生理学・医学賞 - アレクサンダー・フレミング（イギリス）、エルンスト・ボリス・チェーン（イギリス）、ハワード・フローリー（オーストラリア）
- 文学賞 - ガブリエラ・ミストラル（チリ）
- 平和賞 - コーデル・ハル（アメリカ）